# 1340

## Родени
- 6 март – Джон Гонт, първи херцог на Ланкастър, трети син на крал Едуард III и кралица Филипа д'Авен († 1399 г.)

## Починали
- 31 март – Иван I, велик княз на Владимирско-Суздалското княжество